# 1484
| [ Edytuj tabelę ]                          | |
| Król Polski                                | - 1447 Kazimierz IV Jagiellończyk 1492 |
| Współksiążęta Andory                       | - 1472 Pere de Cardona 1512 - 1483 Katarzyna z Nawarry 1512 - 1484 Jan III 1516                                                                                                |
| Król Anglii                                | - 1483 Ryszard III 1485 |
| Król Aragonii i Walencji, hrabia Barcelony | - 1479 Ferdynand Aragoński 1516 |
| Władca Azteków                             | - 1481 Tizoc 1486 |
| Elektor Brandenburgii                      | - 1471 Albrecht III Achilles 1486 |
| Książę Bawarii-Landshut                    | - 1479 Jerzy Bogaty 1503 |
| Książę Bawarii-Monachium                   | - 1460 Zygmunt 1501 - 1465 Albert IV Mądry 1503 |
| Sułtan Brunei                              | - 1473 Bolkiah 1521 |
| Cesarz Chin                                | - 1464 Chenghua 1487 |
| Król Cypru                                 | - 1474 Katarzyna Cornaro 1489 |
| Król Czech                                 | - 1469 Maciej Korwin 1490 |
| Król Danii                                 | - 1481 Jan Oldenburg 1513 |
| Dalajlama                                  | - 1475 Gendun Gjaco 1541 |
| Władca Egiptu                              | - 1468 Ka'itbaj 1496 |
| Cesarz Etiopii                             | - 1478 Yskyndyr 1494 |
| Król Francji                               | - 1483 Karol VIII 1498 |
| Hrabia Holandii                            | - 1482 Maksymilian I Habsburg 1494 |
| Władca Inków                               | - 1471 Tupac Yupanqui 1493 |
| Cesarz Japonii                             | - 1464 Go-Tsuchimikado 1500 |
| Kalif                                      | - 1479 Al-Mutawakkil II 1497 |
| Król Kastylii i Leónu                      | - 1474 Izabela I Katolicka 1504 |
| Patriarcha Konstantynopola                 | - 1481 Symeon I z Trapezuntu 1486 |
| Władca Korei                               | - 1469 Sŏngjong 1494 |
| Wielki książę litewski                     | - 1440 Kazimierz IV Jagiellończyk 1492 |
| Cesarz Majapahitu                          | - 1474 Girindrawardhana 1498 |
| Sułtan Maroka                              | - 1472 Muhammad asz-Szajch al-Mahdi 1505 |
| Książę Mediolanu                           | - 1476 Gian Galeazzo 1494 |
| Senior Monako                              | - 1458 Lambert Grimaldi 1494 |
| Wielki książę moskiewski                   | - 1462 Iwan III Srogi 1505 |
| Król Nawarry                               | - 1483 Katarzyna z Nawarry 1484 - 1484 Katarzyna z Nawarry i Jan d’Albret 1516                                                                                                 |
| Król Norwegii                              | - 1483 Jan Oldenburg 1513 |
| Sułtan Omanu                               | - 1451 Umar ibn al-Chattab 1490 |
| Elektor Palatynatu                         | - 1476 Filip Wittelsbach 1508 |
| Papież                                     | - 1471 Sykstus IV 1484 - 1484 Innocenty VIII 1492 |
| Król Portugalii                            | - 1481 Jan II 1495 |
| Cesarz Rzymski (niemiecki)                 | - 1440 Fryderyk III Habsburg 1493 |
| Kapitanowie Regenci San Marino             | - 1483 Giovanni di Menghino Calcigni Antonio di Girolamo 1484 - 1484 Riccio di Andrea di Antonio Simone di Marino di Giovanni 1484 - 1484 Giacomo di Marino Marino Giangi 1485 |
| Elektor Saksonii                           | - 1464 Ernest Wettyn 1486 |
| Król Szkocji                               | - 1460 Jakub III 1488 |
| Król Szwecji                               | - 1471 Sten Sture Starszy 1497 |
| Król Tajlandii                             | - 1448 Borommatrailokkanat 1488 |
| Sułtan Turków                              | - 1481 Bajazyd II 1512 |
| Doża Wenecji                               | - 1478 Giovanni Mocenigo 1485 |
| Król Węgier                                | - 1458 Maciej Korwin 1490 |
| Cesarz Wietnamu                            | - 1460 Lê Thánh Tông 1497 |
| Wielki mistrz zakonu krzyżackiego          | - 1477 Martin Truchsess von Wetzhausen 1489 |

Rok 1484 / MCDLXXXIV
stulecia: XIV wiek ~
XV wiek ~
XVI wiek

lata: 1474 «
1479 «
1480 «
1481 «
1482 «
1483 «
1484
» 1485
» 1486
» 1487
» 1488
» 1489
» 1494

## Wydarzenia w Polsce
- 10 lutego-2 lutego – w Lublinie obradował sejm walny[1].
- 22 listopada-20 grudnia – w Piotrkowie obradował sejm walny[1].

## Wydarzenia na świecie
- 11 maja – zwycięstwo wojsk węgierskich nad austriackimi w bitwie pod Leitzersdorf.
- 7 sierpnia – podpisano traktat pokojowy w Bagnolo, kończący wojnę o Ferrarę.
- 29 sierpnia – Innocenty VIII został wybrany papieżem.
- 5 grudnia – papież Innocenty VIII wydał potępiającą czary bullę Summis desiderantes affectibus.

## Urodzili się
- 1 stycznia – Huldrych Zwingli, szwajcarski teolog i humanista, działacz reformacji (zm. 1531)
- 17 stycznia – Georg Spalatin, niemiecki duchowny, ważna postać okresu reformacji (zm. 1545)
- 21 lutego – Joachim I Nestor, margrabia-elektor Brandenburgii (zm. 1535)

## Zmarli
- marzec – Krzysztof z Mediolanu, włoski dominikanin, błogosławiony katolicki (ur. ok. 1410)
- 4 marca – Kazimierz, polski królewicz, syn Kazimierza Jagiellończyka, święty, patron Polski i Litwy (ur. 1458)
- 12 sierpnia – Sykstus IV (właśc. Francesco Della Rovere), papież (ur. 1414)
- 20 sierpnia – Hipolita Maria Sforza, włoska szlachcianka wywodząca się dynastii Sforzów (ur. 1446)
- 29 września – Jan z Dukli, polski franciszkanin, święty katolicki (ur. ok. 1414)

- Data dzienna nieznana:
  - Damian z Fulcheri, włoski dominikanin, błogosławiony katolicki (ur. ?)